# Gregory Berríos
Gregory J. Berríos Torres (San Juan, 24 gennaio 1979) è un pallavolista portoricano.
Gioca nel ruolo di libero nei Gigantes de Carolina.

## Carriera
La carriera di Gregory Berríos inizia nella stagione 1999, quando debutta nella Liga Superior portoricana coi Playeros de San Juan, franchigia alla quale resta legato per tre annate. Nella stagione 2002 approda ai Changos de Naranjito, coi quali gioca per quattro annate e si aggiudica tre scudetti consecutivi, durante questa esperienza approfitta del breve calendario della Liga Superior, per giocare in Europa, approdando nel campionato 2004-05 nella Superliga spagnola col Club Voleibol Málaga; nel 2002 riceve le prime convocazioni nella nazionale portoricana, vincendo la medaglia d'oro ai XIX Giochi centramericani e caraibici e raccogliendo diversi riconoscimenti individuali nelle competizioni nordamericane.
Ritorna in Spagna anche il campionato 2005-06, questa volta difendendo i colori del Club Voleibol Elche, ritornando in estate a Porto Rico per giocare coi Patriotas de Lares dal 2006 al 2009. Nel campionato seguente approda al Club Voleibol Almería, col quale si aggiudica la Coppa del Re, mentre nella stagione 2007-08 gioca nella Pro A francese col Paris Volley e vince lo scudetto; durante questo periodo con la nazionale vince la medaglia d'oro ai XX Giochi centramericani e caraibici, mentre nel 2007 si aggiudica l'argento prima alla Coppa Panamericana, dove viene premiato come miglior difensore del torneo, e poi al campionato nordamericano.
Dopo mezza annata in Lettonia con lo Sporta klubs Cēsis, torna in patria coi Mets de Guaynabo per tre stagioni; è tuttavia con la nazionale che ottiene i risultati migliori, vincendo la medaglia di bronzo al campionato nordamericano 2009, dove risulta miglior difesa, ricezione e libero del torneo, per poi aggiudicarsi un altro bronzo alla Coppa Panamericana 2010, ricevendo questa volta i premi di miglior difesa e miglior libero della competizioni, che si vanno a sommare agli altri riconoscimenti ottenuti nelle qualificazioni nordamericane ai Giochi della XXIX Olimpiade ed al campionato mondiale 2010.
Nella stagione 2012-13 gioca per i Capitanes de Arecibo, vincendo il quarto scudetto della propria carriera. Nella stagione seguente ritorna in Francia, giocando col Nice Volley-Ball in serie cadetta, dove resta per due annate, prima di approdare ai rivali del Rennes Volley 35 nel campionato 2015-16. Nel campionato seguente fa ritorno a Porto Rico, dove gioca per i Gigantes de Carolina.

## Palmarès

### Club
- Campionato portoricano: 4

2003, 2004, 2005, 2012-13
- Campionato francese: 1

2007-08
- Coppa del Re: 1

2006-07

### Nazionale (competizioni minori)
- Giochi centramericani e caraibici 2002
- Giochi centramericani e caraibici 2006
- Coppa Panamericana 2007
- Coppa Panamericana 2010

### Premi individuali
- 2003 - Campionato nordamericano: Miglior ricevitore
- 2005 - Qualificazioni al campionato mondiale 2006: Miglior difesa
- 2005 - Qualificazioni al campionato mondiale 2006: Miglior libero
- 2007 - Giochi panamericani: Miglior difesa
- 2008 - Qualificazioni ai Giochi della XXIX Olimpiade: Miglior difesa
- 2009 - Qualificazioni al campionato mondiale 2010: Miglior ricevitore
- 2009 - Qualificazioni al campionato mondiale 2010: Miglior libero
- 2009 - Campionato nordamericano: Miglior ricevitore
- 2009 - Campionato nordamericano: Miglior difesa
- 2009 - Campionato nordamericano: Miglior libero
- 2010 - Coppa Panamericana: Miglior difesa
- 2010 - Coppa Panamericana: Miglior libero
- 2012 - Liga de Voleibol Superior Masculino: All-Star Team
- 2012 - Qualificazioni nordamericane ai Giochi della XXX Olimpiade: Miglior libero
- 2013 - Coppa Panamericana: Miglior difesa